# Дзьвежно (Плоцький повіт)
Дзьвежно (пол. Dźwierzno) — село в Польщі, у гміні Радзаново Плоцького повіту Мазовецького воєводства.
Населення — 140 осіб (2011).
У 1975-1998 роках село належало до Плоцького воєводства.

## Демографія
Демографічна структура станом на 31 березня 2011 року:
|          | Загалом | Допрацездатний вік | Працездатний вік | Постпрацездатний вік |
| -------- | ------- | ------------------ | ---------------- | -------------------- |
| Чоловіки | 80      | 23                 | 47               | 10                   |
| Жінки    | 60      | 10                 | 36               | 14                   |
| Разом    | 140     | 33                 | 83               | 24                   |